# Baphuon

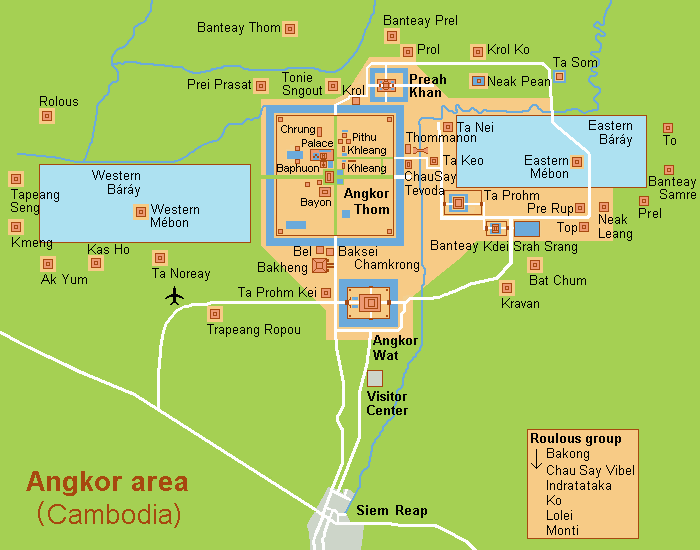
Karta över de olika delarna i ruinstaden Angkor.

Baphuon (khmer: ប្រាសាទបាពួន) är ett tempel i Angkor, Kambodja, beläget i ruinstaden Angkor Thom, nordväst om Bayon. Templet, som är dedikerat till hinduistiska guden Shiva, byggdes som statstempel i Angkor under senare hälften av 1000-talet på order av kung Udayadityavarman II vilken regerade 1050-1066. 
Det 34 meter höga templet, som gränsar till den södra delen av det kungliga palatset, är vid grunden 120 meter i öst-västlig riktning, och 100 meter i nord-sydlig. 
Baphuon är också är känt som känt som tempelberget, för att det påminner om ett mindre berg, har branta trappsteg upp till toppen, och varje möjlighet att försköna stenarna som användes till bygget, har använts till sitt yttersta, varför nästan varje möjlig stenyta är utsirad med ornament. 
Under 1400-talet konverterades Baphuon till att utgöra ett buddhistiskt tempel, och en 9 meter hög, och 70 meter lång staty av liggande Buddha, byggdes upp längs den västra sidan, varför ett av tornen måste avlägsnas. Templet är byggt på sand, varför delar har sjunkit och vid tiden för statyns byggnad, hade troligen delar av fundamentet rasat, och under århundradena rasade mer, varför templet vid 1900-talet var i stort behov av renovering, vilket påbörjades. renoveringsarbetet måste avbrytas efter att ett inbördeskrig brutit ut 1970, och arkeologer och arbetar var tvungna att lämna över 300 000 omsorgsfullt märkta och numrerade stenar, utlagda på ett 10 hektar stort område. Senare, under stridigheterna och de röda khmerernas epok, försvann planerna kring detaljer om märkning och numrering av stenarna, varför återuppbyggnadsarbetet har fördröjts.
Ett andra försök att restaurera templet initierades av arkitekten Pascal Royère från The French School of the Far East (Franska: École française d'Extrême-Orient), förkortat EFEO, och det tog ett team 16 år att fundera ut, vad som har beskrivits som världens största pussel.
I april 2011, färdigställdes renoveringen efter 51 års avancerat arbete, och templet öppnades för besökare, av vilka kung Norodom Sihamoni av Kambodja och Frankrikes premiärminister Francois Fillon var bland de första att besöka templet, under invigningsceremonin den 3 juli 2011.

## Bildgalleri

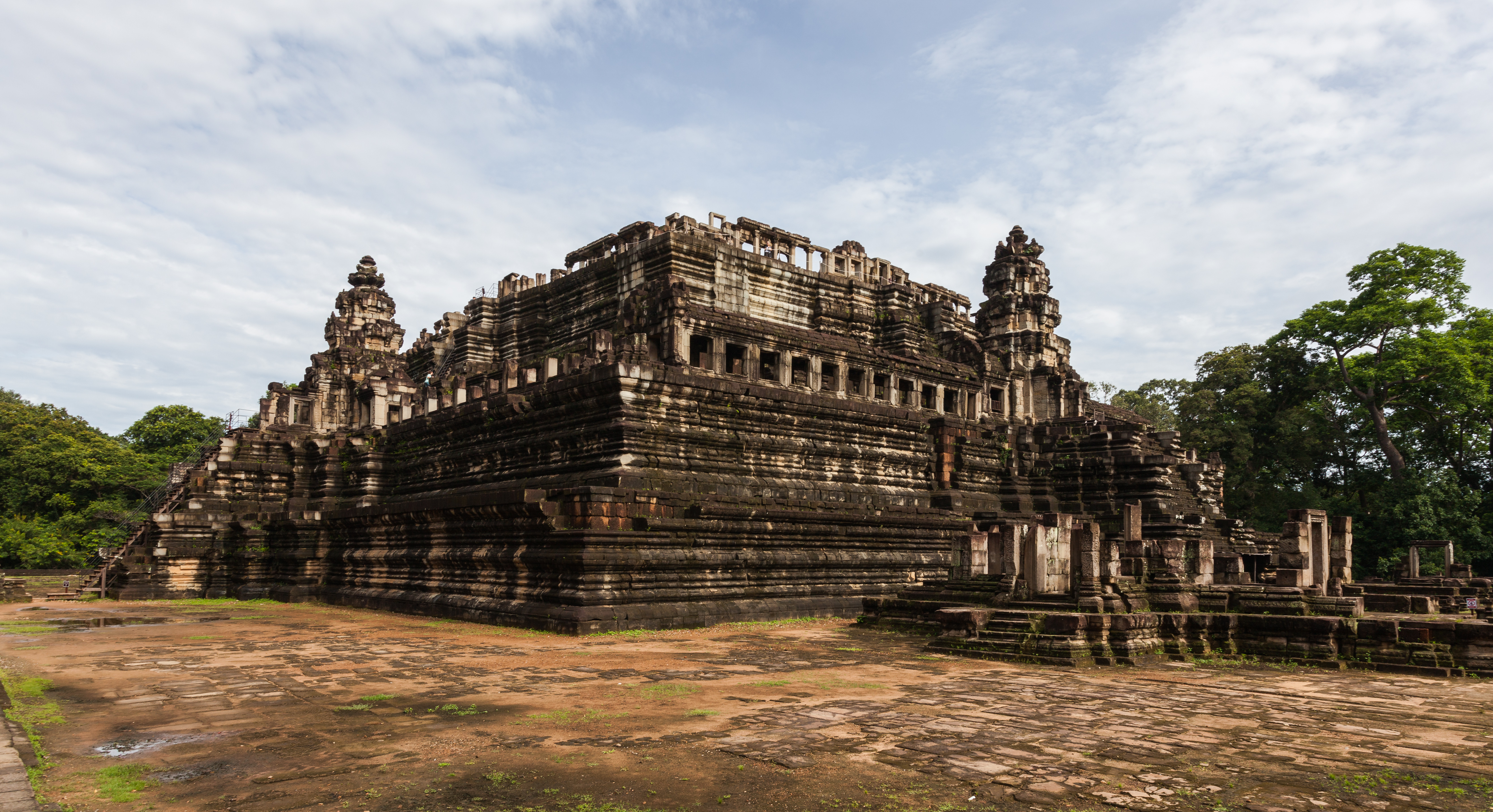
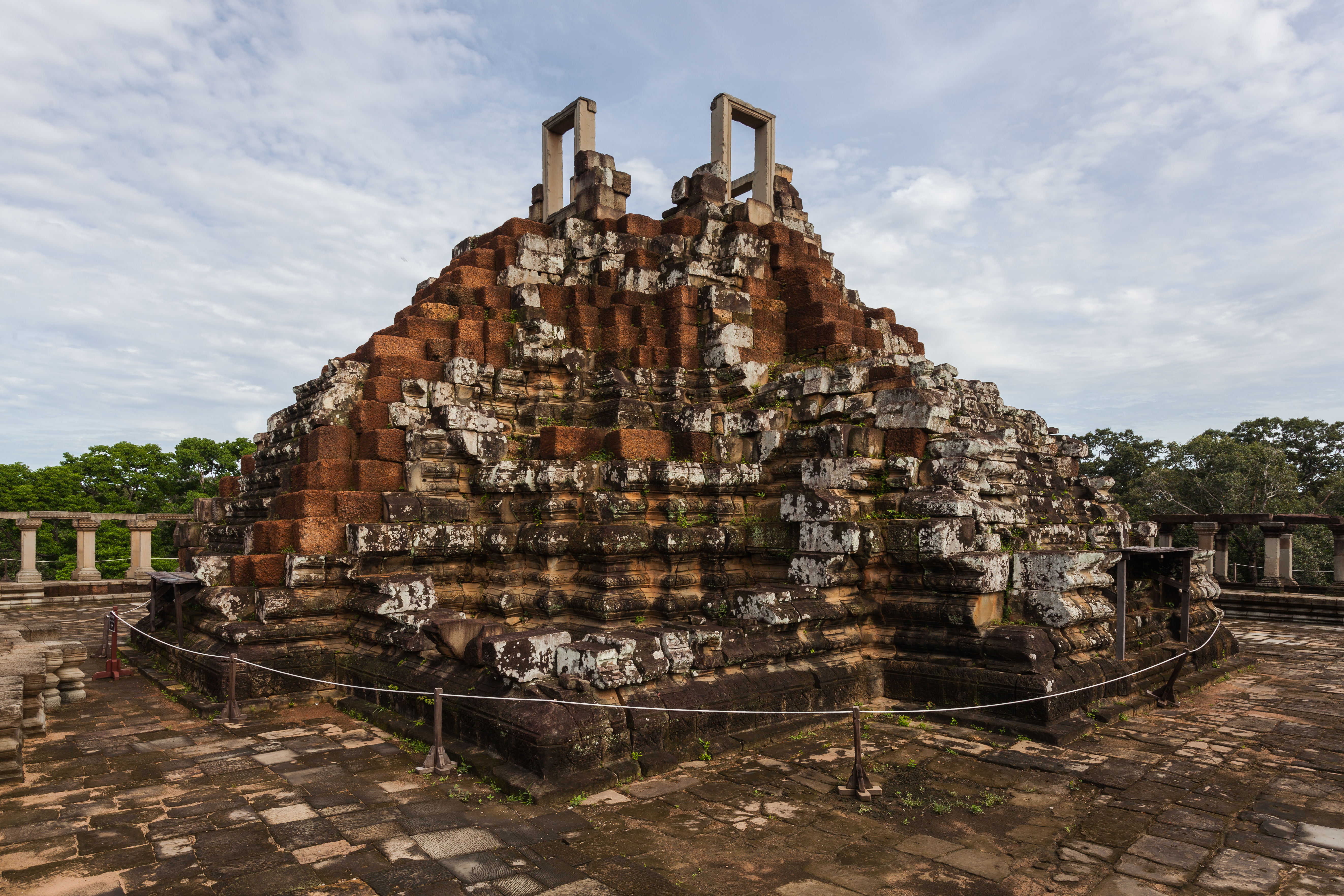
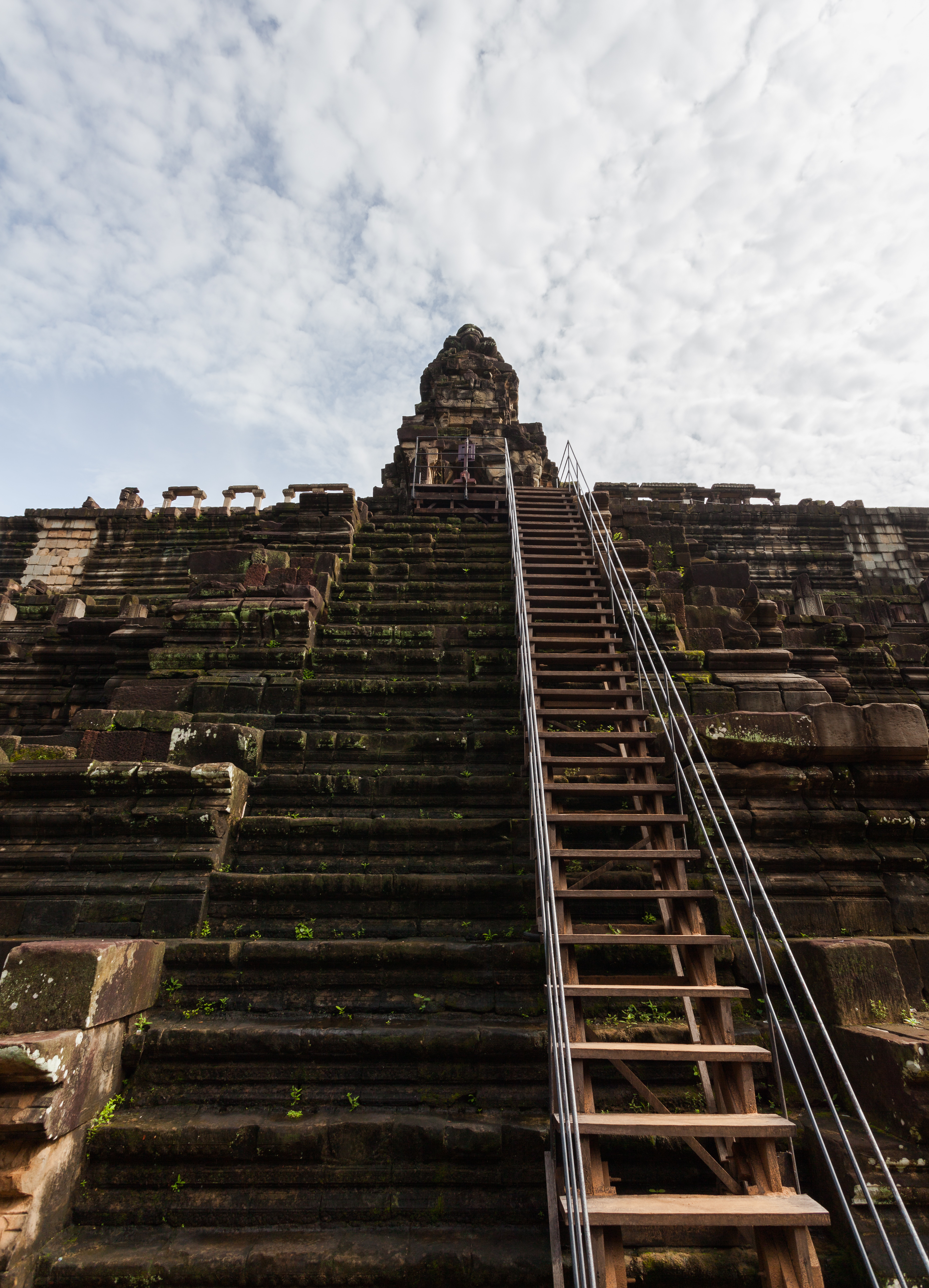
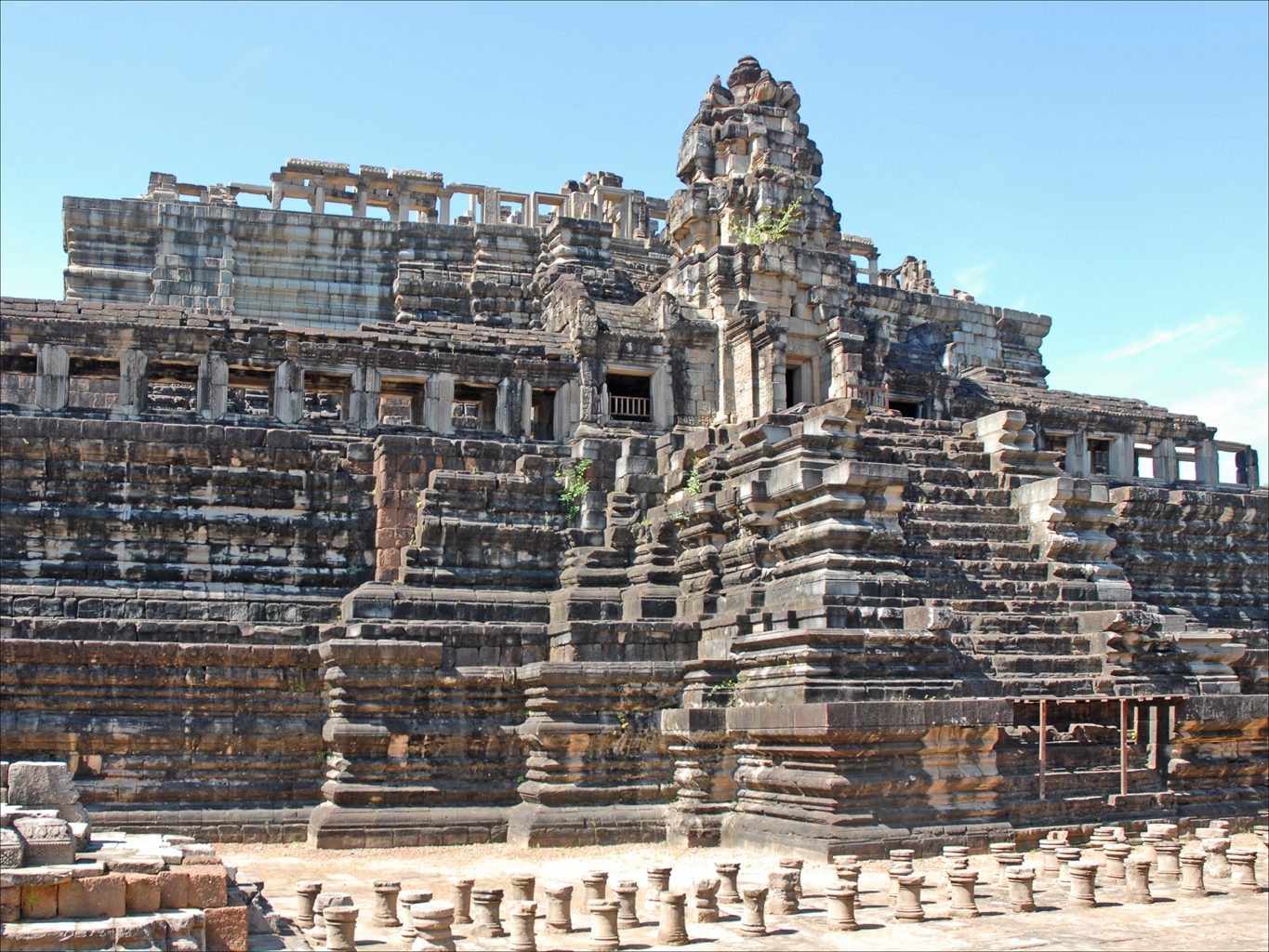
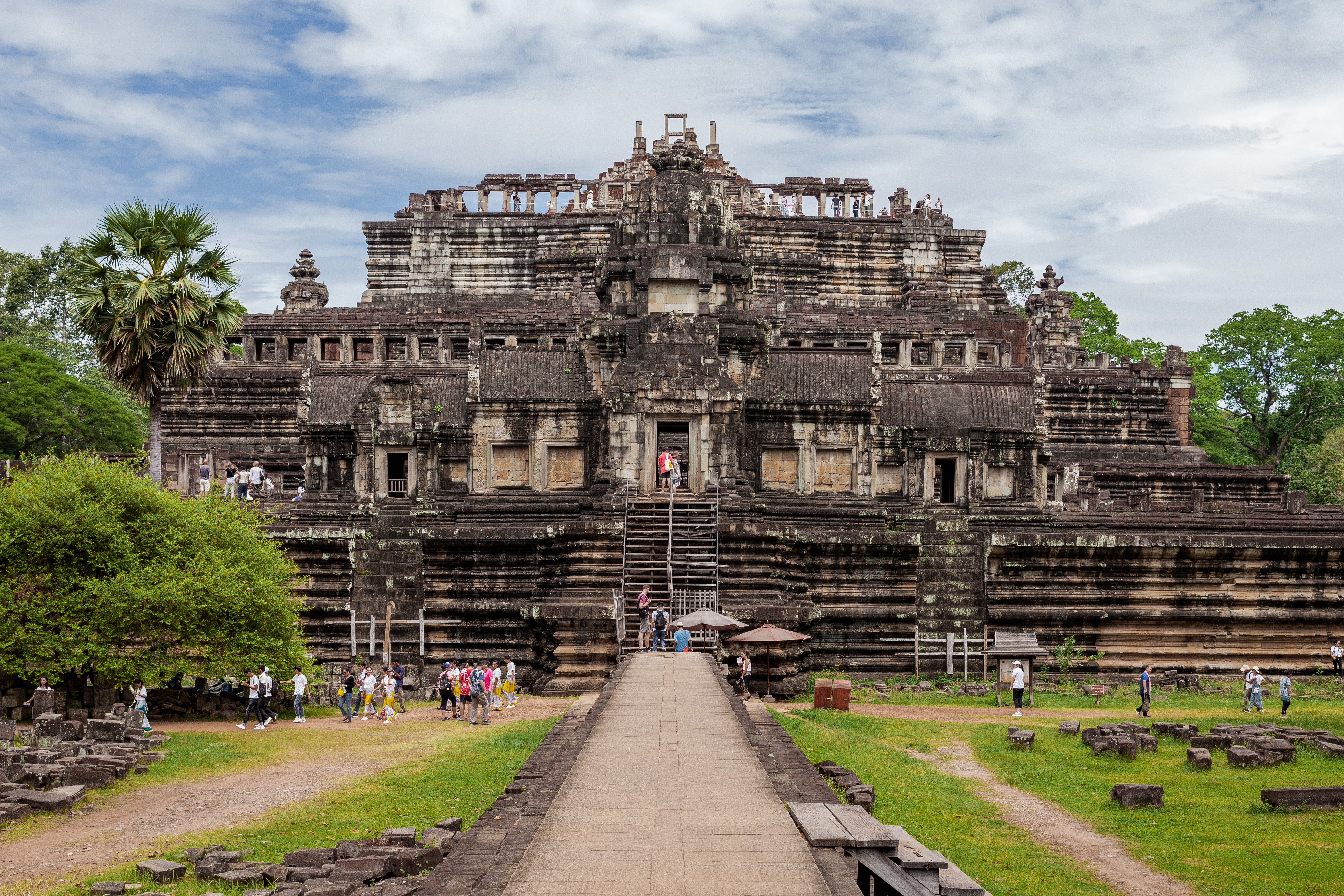
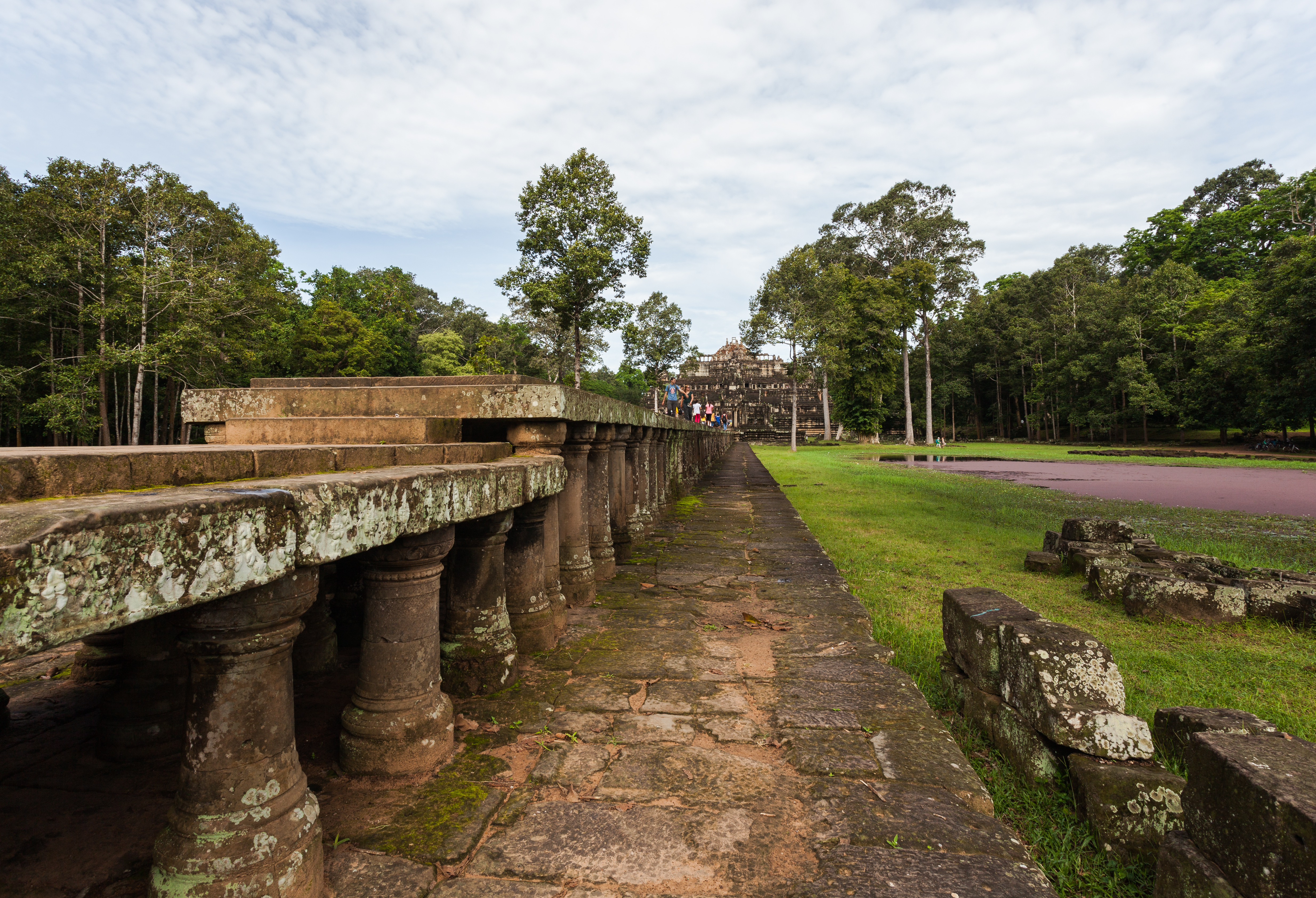
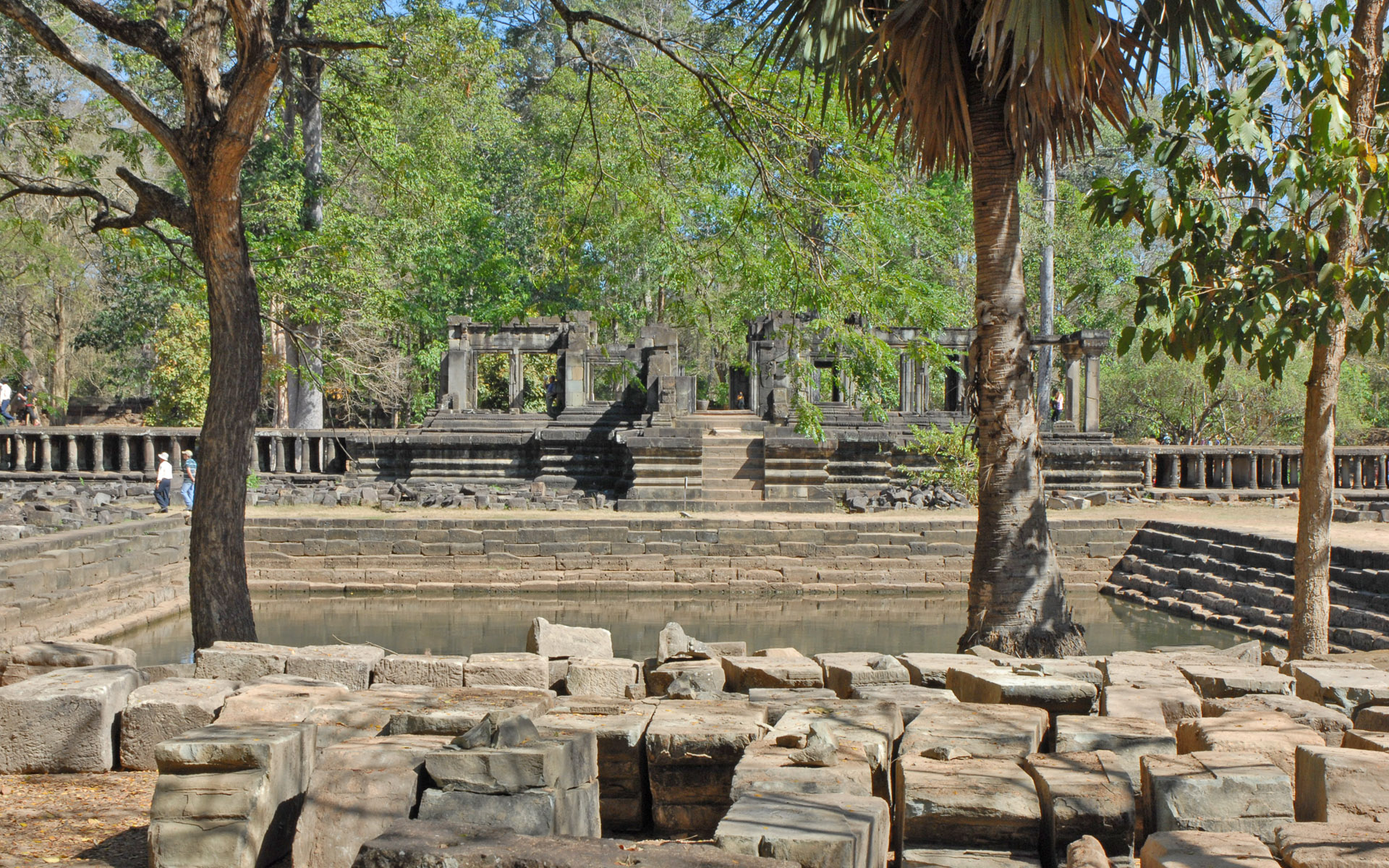
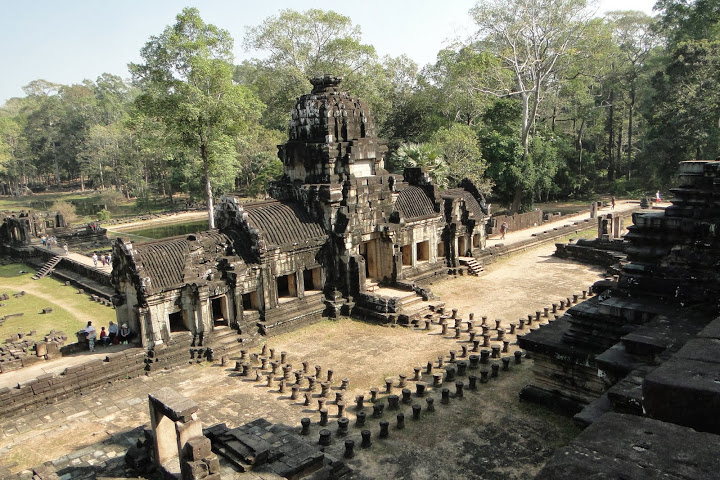
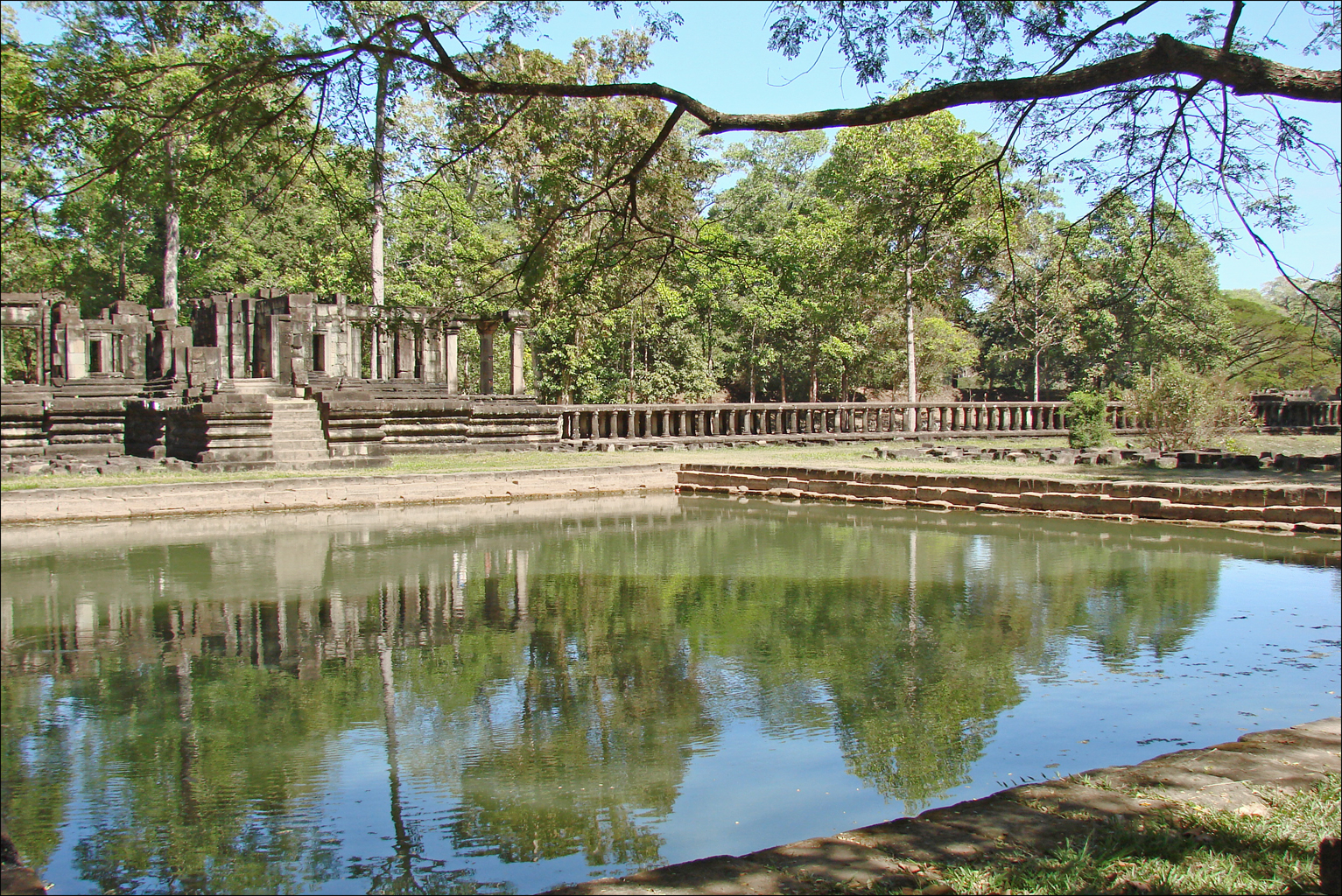
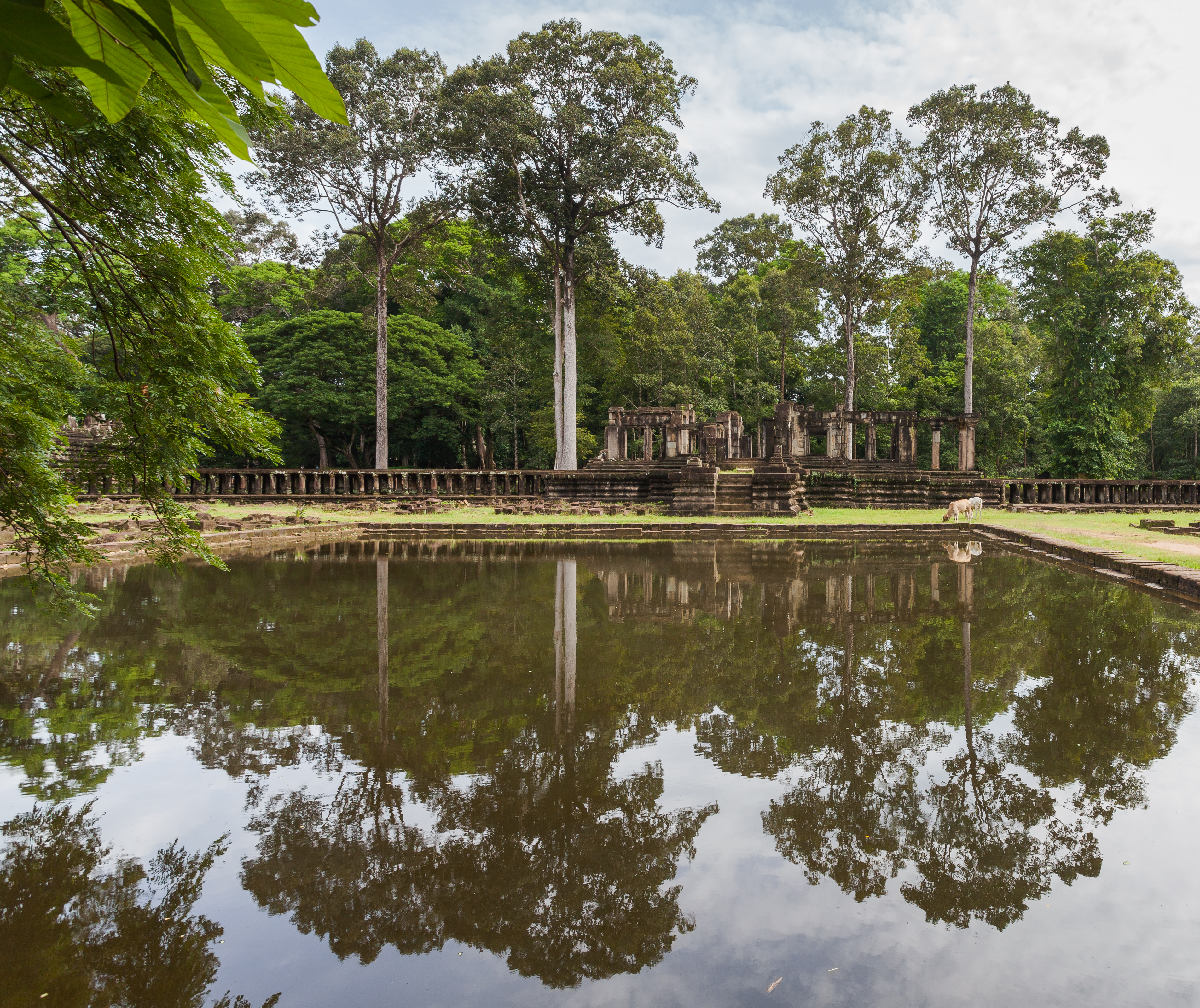
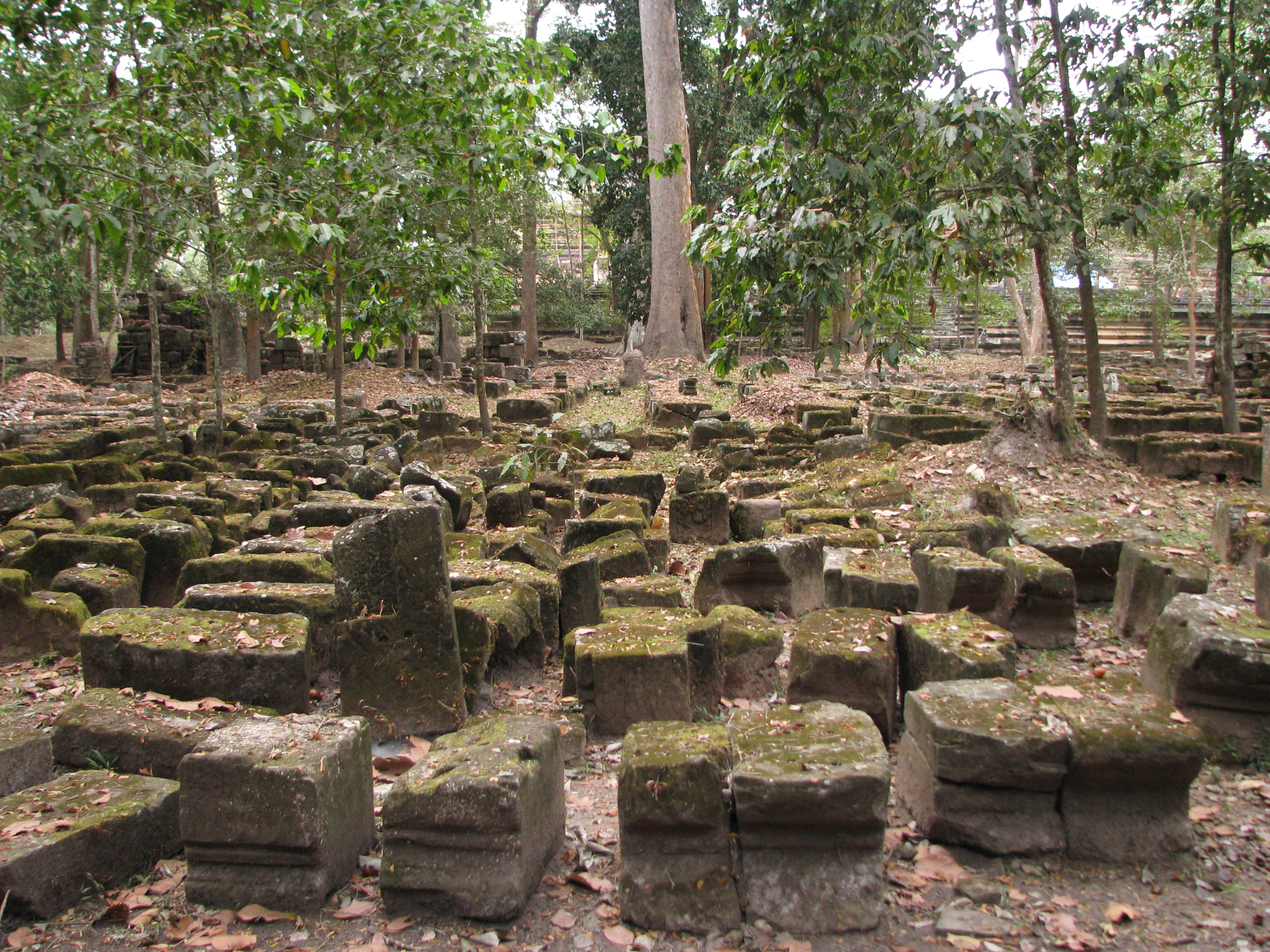